# Río Atchafalaya
El río Atchafalaya (Atchafalaya River) es un distributario de los ríos Misisipi y Rojo, de aproximadamente 270 km de largo, que discurre por la zona centro-sur de Luisiana (Estados Unidos). Es navegable y un importante canal de navegación industrial para el estado de Luisiana y el centro cultural del país de los Cajunes. El mantenimiento de los ríos como canales navegables del Misisipi ha sido un importante proyecto del Cuerpo de Ingenieros del Ejército de los Estados Unidos durante un siglo.
Nace cerca de Simmesport en la confluencia del río Rojo con el Misisipi, donde el Misisipi se conecta al Rojo por la milla 7 (kilómetro 11) del canal de río Viejo. Recibe las aguas del río Rojo y parte de las del Misisipi, que a su vez sigue su canal principal al sudeste. Forma meandros al sur como canal del Misisipi, atraviesa diques y extensas vías fluviales, pasada la ciudad Morgan, y desemboca en el golfo de México, en la bahía Atchafalaya, aproximadamente a 15 millas (25 km) al sur de Morgan. El río está formando ahora un nuevo delta en la bahía: es el único lugar en la costa de Luisiana que está ampliando su terreno.